# Adenostemma
Adenostemma é um género botânico pertencente à família Asteraceae.

## Principais espécies
- Adenostemma harlingii
- Adenostemma zakii
- Adenostemma lavenia